# .45 ACP

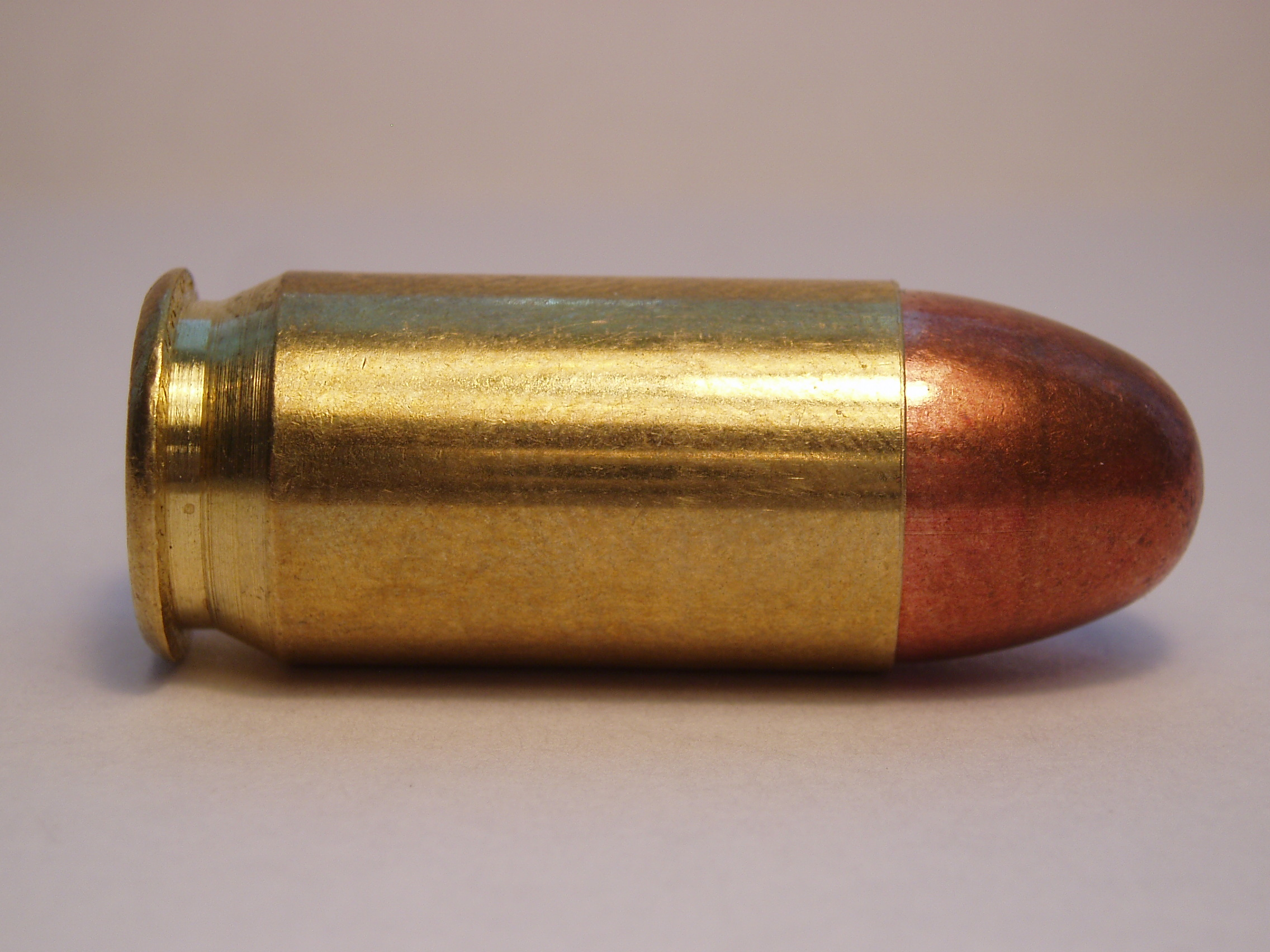
Cartuș .45 ACP Full Metal Jacket

.45 ACP (Automatic Colt Pistol), sau .45 Auto (11,43 × 23 mm) este un cartuș proiectat de John Browning în anul 1905, pentru a îl utiliza cu pistolul prototip Colt semi-automat. După încercările militare reușite, a fost adoptat ca și calibrul standard pentru pistolul Colt M1911, fiind numit .45 ACP.

## Legături externe
- .45 ACP Videos
- Ballistics By The Inch .45ACP results.
- SAAMI Specification